# 行動救星

《行動救星》皇冠出版社版本封面

《行動救星》是衛斯理系列中的其中一部小說，編號122，作者倪匡。該小說與《遊戲》有相關關係，出版日期為2000年10月。這是倪匡首次認為戰爭是令地球滅亡的原因。而書名的意思是以行動來拯救地球這個星球。

## 故事大綱
溫寶裕的女友何藍絲堅持要到「寶地」與她的師父──降頭派教主「長老」接觸，並打算一生也不再回來。為此，溫寶裕(下稱小寶)上門找衛斯理和白素，希望二人能令藍絲回心轉意。然而，衛斯理和白素深知藍絲對「長老」極為崇拜，一定會堅持到「寶地」。為此，衛斯理夫婦派女兒衛紅陵看著小寶與藍絲，從而防止二人的衝突加劇。可是，不足一個月後，小寶因無法堅持而返回香港，紅陵亦只好隨小寶回來。
同時，紅陵還把藍絲在「寶地」的情況一一告訴衛斯理等人。原來，「長老」被困在「寶地」中的山脈二百萬年，他要以腦電波和藍絲與小寶在三公里厚的岩壁後溝通。由於「長老」長期沒有接觸人類，因此對於二十世紀的地球毫無了解。故此，他希望能了解到一切。紅陵等人認為最好的辦法就是使用互聯網，一方面他們可了解「長老」知道什麼，另一方面紅陵和小寶等人又可節省向「長老」解釋的氣力。所以，他們找來了科學家戈壁和沙漠協助。在二人協助衛斯理等人建立無線上網的電腦時，二人各問小寶從「長老」口中知道什麼，小寶卻表示只有他們向「長老」提供資料，每當想問他的來歷時卻每次都突然忘記此事或問了別的問題，不但反映了衛斯理等地球人受到威脅，在不利位置，還使衛斯理更確定了「長老」懂得利用腦電波控制人類腦部的運作，故此若「長老」能找到方法逃出山脈，可能會利用他更為強大的腦電波控制全個地球的人類，後果難以想像。
同時，由於衛斯理、紅陵和戈壁沙漠等人在互聯網中發現困著「長老」的山脈滿佈鉛，令他的腦電波傳送力大為削弱。也就是說，如果山脈中有任何一個小洞孔，「長老」都能全然的釋放腦電波控制所有人類。然而，因為衛斯理和紅陵等人都知道此秘密，故此他們不能進入「寶地」，避免「長老」利用強大的腦電波得悉此事，因而找來不知情的白素進入寶地與「長老」接觸。另一方面，因衛斯理在之前肯定「長老」有這特異功能，因此認為他是百萬年前改造地球的七種外星人之一（見《遊戲》）。為了增加和「長老」抗爭的機會，他再次到馬賽港海底的岩洞（在《遊戲》一書中，衛斯理和俄羅斯人巴曼於馬賽港海底發現了七種外星人把他們改造地球的資料）發掘更多有關「長老」的資料。到法國時，衛斯理得到潛水高手穆秀珍和其夫雲四風提供潛水用具與高性能的潛艇下到馬賽港。
可是，在馬賽港的第五天，衛斯理依然無法找到目的地。他因此認為是在岩洞中進行研究的巴曼安裝了保護系統，令雷達無法發現該岩洞的存在。然而，在第六日時，一頭巨大無比的章魚突然出現，並引導衛斯理到目的地。進入岩洞後，巴曼告訴衛斯理他在洞中研究到不少有關七種外星人的東西，並播放一條短片。片中展示了地球由版塊移動到二十世紀的現象。衛斯理和巴曼一致認為片中的環境與現時的地球不無異處，但片中的人類沒有一份邪念，充滿和平的氣氛。對此，二人都認為這是七種外星人在發展地球的藍圖，卻因未知的原因而令現在的地球與藍圖的不一。得悉此事後，衛斯理離開馬賽港，並把在海中的事一一告訴白素和穆秀珍等人。原來，那頭大章魚是白素通過非人協會的力量得到的協助，而白素等也認為現時地球只有六種人種就是因「長老」（他是第七種）在改造地球時出了問題，以致地球現時與藍圖的現象不同 。
返回香港後，戈壁沙漠和衛斯理設計出一個更好的網絡，由衛斯理的電腦連接白素的電腦。這樣，衛斯理就可不受「長老」的影響下發問問題，而白素和衛斯理又可了解「長老」對地球有多少理解。到達寶地的半年間，白素和「長老」保持接觸，除了當「長老」首次接觸互聯網時向白素表示互聯網並不在他們的發展藍圖中，衛斯理和白素等人對「長老」一無所知，因「長老」瀏覽資料的速度極快，根本未能看清楚「長老」瀏覽什麼網頁時，就去了下一網頁。其後，小寶和白素走前「寶地」，並與衛斯理討論有何方法可更了解「長老」，衛斯理反問二人為何一直不提問在海底發現的資料。然而，二人卻表示每次想知道更多就會在瞬間遺忘了此事。所以，小寶提出了一個方法使他們能明白一切。
原來，小寶打算製作一個有關七種外星人改造地球的網站，並加入眾人的猜想，如小寶認為七種外星人是因為在他們的星球犯法而被流放到宇宙間四處流浪，在發現地球時則利用自己的科技改造地球，從而佔領地球，是不可接受的行為。這言論激起了「長老」的情緒波動起來，並向衛斯理等人澄清一切。事實上，七種外星人是來自七個星球，他們離開了自己的星球是由於明白到他們身處之地會因人口爆炸而快將滅亡，故此到與他們星球類似的地球延續後裔，並利用「基因爆炸」，一方面改造地形，另一方面散發他們七種的基因。可是，「長老」卻因未能準時開啟爆炸裝置而令第七種基因沒有出現，自己而由於地形改變而被困於山脈中。由於七種基因未能並存，以致人口不平均，構成人口過多的問題。人口過多以致資源無法平均分配，引發人類的邪念，最終人類將會有在一百年內因為戰爭而滅亡，要解決這方法只有大量減少地球的人口。另外，「長老」又向衛斯理等表示雖然自己一直被困於山脈中，但還可以開啟爆炸裝置改變地形令自己重見天日。可是，他並不希望改變地形引發如地震等天災使大量人無辜死亡而不開啟裝置。
故事至此結束，不過衛斯理卻對放不放「長老」出來感到困擾。

## 相關人物
- 衛斯理

故事主角，他一直認為把懂得控制他人思想的「長老」放出來是一件非常危險的事，故此強烈反對協助「長老」。為了打擊「長老」，他先後到馬賽港海底找尋七種外星人的資料，又於「寶地」中不斷的向「長老」發問。最後卻意外的得悉「長老」無意離開山脈以及七種外星人改造地球的事。
- 白素

衛斯理太太，她在故事的第三部才出場。因此，她並不知道「寶地」中擁有大量鉛的秘密。衛斯理明白知道這秘密是無法戰勝「長老」，加上白素的腦電波比同樣知道秘密的紅陵為強，故此衛斯理派白素進入山洞與「長老」接觸。然而，由於「長老」的腦電波實在太強，每當白素想發問時都會被他不由自主的控制，改問另一些無關痛癢的問題。
- 衛紅陵

衛斯理與白素之女，她在故事中最初的作用是看著小寶與藍絲，以及和「長老」溝通。其後，由於紅陵知道了「長老」身處的山脈中擁有大量鉛的事實，使她不能在山洞內和「長老」接觸。
- 溫寶裕

衛斯理的忘年之交，由於說話誇張，因而常令「長老」對他的說話摸不著頭腦。他在故事中主要的功勞是提出製作一個有關七種外星人改造地球的網站，並在當中加入歪曲事實的言論，激起「長老」向眾人解釋一切，解出了故事中不少的謎團。
- 何藍絲

溫寶裕女友，是降頭派成員之一，對「長老」極為崇拜。為了和「長老」接觸，她曾打算放棄一切，到「寶地」和「長老」溝通。正因如此，她把地球的一切都告訴「長老」，令衛斯理和白素等人擔心會敵不過「長老」。
- 「長老」

改造地球的七種外星人之一，但卻因為他的爆炸裝置未能及時開啟而被困於「寶地」的山脈中，也令世界上只有六種人種以及地球的發展與外星人預計的不一。在故事的最終一部，「長老」告訴衛斯理等人他只要立即開啟爆炸裝置就能逃出山脈中，但卻不忍心因爆炸而引起大量死傷而沒有行動。可是，他又由於認為要避免世界末日的發生，就必須強行將大量地球人殺死，使衛斯理一方面尊重他，另一方面又不希望他離開「寶地」。
- 戈壁沙漠

兩位科學家，是衛斯理的好友之一，他們協助了衛斯理建立了一個網絡系統，又向衛斯理表示向「長老」提供地球的資料而不向「長老」是發問是一項「虧本生意」，激出了衛斯理的反思。
- 巴曼

前蘇聯少將，在《遊戲》一書中他和衛斯理在馬賽港海底發現了七種外星人的資料後，就一直躲在海底中進行研究。在海底的幾年間，他學懂不少外星人的科技，如在海水中提煉礦物。同時，巴曼在海底的幾年間思想大為進步，衛斯理認為他不再重視物質，而重視知識，更放棄了過去的民族主義思想，渴望宇宙大同。
- 穆秀珍

白素的好友，是一位潛水能手，自制了不少實用的潛水儀器，因此到馬賽港前，衛斯理向她借了不少的工具。在出發前，衛斯理曾與她對「長老」一事作出了短暫的討論，她指出如果「長老」真的是一位神的話，不協助他離開就使信眾無法與他真正的接觸，是不可接受的行為。穆秀珍的言論曾令衛斯理在短時間內改變立場，其後因「長老」真的逃出山脈會有不堪的後果而返回最初的態度。
- 雲四風

衛斯理的朋友之一和穆秀珍的丈夫，是位擁有多家企業的富商。他向衛斯理提供了一具性能極佳的潛艇。

## 資料來源
以下內容以香港勤十緣出版社作準：
1. ↑  行動救星
2. ↑  行動救星 – 第一部 – P.1-20
3. ↑  行動救星 – 第二部 – P. 21-42
4. ↑  行動救星 – 第三部 – P.47-56
5. ↑  行動救星 – 第三部 - P.58-62
6. ↑  行動救星 – 第五部 – P.83-103
7. ↑  行動救星 – 第六部 – P.105-124
8. ↑  行動救星 – 第七部 – P.125-146
9. ↑  行動救星 – 第八部 – P.147-168
10. ↑  行動救星 - 第九部 – P.169-191
11. ↑  行動救星 – 第十部 – P.191-210
12. ↑  行動救星 – 第三部份 – P.55-63
13. ↑  行動救星 – 第八部 – P.148
14. ↑  行動救星 -  第五部 - P.92-94

| 前任者： 121 閉關開關 | 衛斯理系列（按編號） 122 | 繼任者： 123 乾坤挪移 |